# Łeba (Fluss)
Die Łeba, deutsch Leba, ist ein 135 km langer Fluss in der polnischen Woiwodschaft Pommern. Das Einzugsgebiet der Łeba beträgt 1694 km².
Die Łeba entspringt in der Nähe von Kartuzy (Karthaus) im ehemaligen Westpreußen auf einer Höhe von 176 m n.p.m. Auf dem Weg zur Ostsee fließt die Łeba nach Norden am Dorf Bożepole Wielkie (Groß Boschpol) vorbei und durchquert das Dorf Łęczyce (Lanz) und die Stadt Lębork (Lauenburg in Hinterpommern) und vor ihrer Mündung in die Ostsee beim Badeort Łeba (Leba) den Łebsko (Lebasee).
Der Fluss wurde im Jahr 1140 (ad Lebam) erstmals schriftlich erwähnt. Der Name könnte von indogermanisch *leib- abgeleitet sein, das mit dem Verb 'gießen' übersetzt werden kann.

## Belege
1. ↑  Dorzecze Wisły. In: Ramowa Dyrektywa Wodna. Krajowy Zarząd Gospodarki Wodnej, archiviert vom Original am 26. Dezember 2015; abgerufen am 25. Dezember 2022 (polnisch).
2. ↑  Albrecht Greule: Deutsches Gewässernamenbuch. Walter de Gruyter, Berlin / Boston 2014, ISBN 978-3-11-057891-1, S. 303, „Leba“ (Auszug in der Google-Buchsuche).